# Landwirtschaftliche Universität Plowdiw
Die Landwirtschaftliche Universität Plowdiw wurde 1945 gegründet. Sie hat ihre herausragende Position als nationales Zentrum für Agrarwissenschaft und Bildung in Bulgarien ausgebaut.
Im Jahr 2006 hat die Nationale Evaluierungs- und Akkreditierungsagentur der Landwirtschaftlichen Universität Plowdiw eine institutionelle Akkreditierung und die höchste Note „Sehr gut“ verliehen. Die Universität bietet Ausbildung für drei akademische Grade – Bachelor, Master und PhD.
Sowohl bulgarische als auch ausländische Studierende sind sowohl in Vollzeit- als auch in Teilzeitform in den drei akademischen und dualen Studiengängen eingeschrieben. Ausländische Bewerber, die eine vorbereitende Ausbildung in Bulgarisch absolviert haben, können zwischen verschiedenen Bachelor-Studiengängen wählen.
Die Universität gliedert sich in drei Fakultäten:
- Fakultät für Landwirtschaft
- Fakultät für Gartenbau und Wein
- Fakultät für Pflanzenschutz und Agrarökologie
- Fakultät für Ökonomie
- Abteilungen für Sprachentraining, Körpererziehung und Sport

Die Universität ist Mitglied im Netzwerk der Balkan-Universitäten (Albanien, Bosnien-Herzegowina, Bulgarien, Griechenland, Kosovo, Kroatien, Rumänien, Serbien, Slowenien, Türkei, Mazedonien, Moldawien, Montenegro).